# Himertosoma ankovum
Himertosoma ankovum là một loài tò vò trong họ Ichneumonidae.